# Német labdarúgó-szuperkupa
A Német labdarúgó-szuperkupa egy a Német Labdarúgóliga (DFL) égisze alatt működő német labdarúgókupa, melyért a német bajnok és a német kupagyőztes vív meg. Amennyiben a bajnok és a kupagyőztes kiléte megegyezik, akkor a bajnok és a bajnoki második vív meg a trófeáért.

## Története
A Német labdarúgó-szuperkupa ötlete már az 1940-es években felmerült. Az első nem hivatalosnak számító rendezvényre 1941. március 16-án került sor Drezdában az 1939–1940-es szezon német bajnoka, az FC Schalke 04 és az 1940-es Tschammerpokal győztese, a Dresdner SC között, melyet a Dresdner SC nyert meg 2–4-re. A következő szintén nem hivatalos rendezvényre 1977-ben került sor, melyen Hamburgban a bajnok Borussia Mönchengladbach 3–2-re győzött a kupagyőztes Hamburger SV ellen. 1983-ban szintén nem hivatalos keretek között győzte le 1–1-es eredményt követően 2–4-re büntetőpárbaj során a bajnok Hamburger SV csapatát a kupagyőztes FC Bayern München München városában.
1987-ben került megrendezésre a Nyugatnémet Labdarúgó-szövetség által első hivatalosított, ekkor még nyugatnémet labdarúgó-szuperkupa, melyet Frankfurt am Main városában a bajnok FC Bayern München nyerte 2–1-es sikert aratva a kupagyőztes Hamburger SV felett. Németország 1990-es egyesülését követően egyesült a Nyugatnémet Labdarúgó-szövetség és a Keletnémet Labdarúgó-szövetség a Német labdarúgó-szövetséggé. Az 1991-es szuperkupa négy csapat részvételével zajlott, melyen a nyugatnémet bajnok 1. FC Kaiserslautern, a nyugatnémet kupagyőztes SV Werder Bremen, a keletnémet bajnok FC Hansa Rostock és a FC Hansa Rostock keletnémet kupagyőzelme miatt a döntős Stahl Eisenhüttenstadt vett részt. A csapatok kieséses rendszerben játszottak egymással. Az elődöntők során a bajnokságban elért teljesítményük alapján kvalifikált csapatok egymással, a kupában elért teljesítményük alapján kvalifikált csapatok szintén egymással küzdhettek meg a döntőbe jutásért, melyet Hannoverben a korábbi nyugatnémet csapatok vívták egymással. A döntőt az 1. FC Kaiserslautern nyerte meg 3–1 arányban az SV Werder Bremen ellen. Az utolsó Német labdarúgó-szövetség által rendezett szuperkupára 1996-ban került sor, melyet a bajnok Borussia Dortmund nyerte meg a kupagyőztes 1. FC Kaiserslautern ellen 1–1-es eredményt követően 4–3-ra büntetőpárbaj során.
1997-től a szuperkupa szerepét a Német labdarúgó-ligakupa vette át, mely 2007-ig működött. 2008-ban nem hivatalos rendezés alatt a bajnokságot és kupát nyerő FC Bayern Münchent a kupagyőztesként induló Borussia Dortmund győzte 1–2 arányban. 2009-ben ismét nem hivatalos keretek között a bajnok VfL Wolfsburg csapatát a kupagyőztes SV Werder Bremen 1–2 arányban győzte le.
2010-től immáron a Német Labdarúgóliga (DFL) égisze alatt hivatalos szerveződésben működik a német labdarúgó-szuperkupa.
2024 decemberében a DFL és a DFB megállapodott arról, hogy a kupát Franz Beckenbauerről nevezik el.

## Lebonyolítás
A szabályok értelmében a mérkőzésen a német bajnok és a német kupagyőztes vív meg egymással. Amennyiben a bajnok és a kupagyőztes kiléte megegyezik, akkor a bajnok és a bajnoki második vív meg a trófeáért. A mérkőzések 2011 óta a kupagyőztes vagy a bajnoki második otthonában kerülnek megrendezésre. Amennyiben a kétszer 45 perces rendes játékidő alatt nem dől el a trófea sorsa, akkor nem kerül sor kétszer 15 perces hosszabbításra, hanem egyből a büntetőpárbaj következik.

## Rendezvények
Az alábbiakban a hivatalos és nem hivatalos rendezvények találhatóak.

### Hivatalos rendezvények
| Év                           | Német bajnok         | Eredmény       | Német Kupagyőztes/ Német bajnoki második | Helyszín       |
| DFB-szuperkupa               | DFB-szuperkupa       | DFB-szuperkupa | DFB-szuperkupa                           | DFB-szuperkupa |
| ---------------------------- | -------------------- | -------------- | ---------------------------------------- | -------------- |
| 1987                         | FC Bayern München    | 2–1            | Hamburger SV                             | Frankfurt      |
| 1988                         | SV Werder Bremen     | 2–0            | Eintracht Frankfurt                      | Frankfurt      |
| 1989                         | FC Bayern München    | 3–4            | Borussia Dortmund                        | Kaiserslautern |
| 1990                         | FC Bayern München    | 4–1            | 1. FC Kaiserslautern                     | Karlsruhe      |
| 1991                         | 1. FC Kaiserslautern | 3–1            | SV Werder Bremen                         | Hannover       |
| 1992                         | VfB Stuttgart        | 3–1            | Hannover 96                              | Hannover       |
| 1993                         | SV Werder Bremen     | 2–2 (ti. 7–6)  | Bayer 04 Leverkusen                      | Leverkusen     |
| 1994                         | FC Bayern München    | 1–3 (h.u.)     | SV Werder Bremen                         | München        |
| 1995                         | Borussia Dortmund    | 1–0            | Borussia Mönchengladbach                 | Düsseldorf     |
| 1996                         | Borussia Dortmund    | 1–1 (ti. 4–3)  | 1. FC Kaiserslautern                     | Mannheim       |
| DFL-szuperkupa               |                      |                |                                          |                |
| 2010                         | FC Bayern München    | 2–0            | FC Schalke 04                            | Augsburg       |
| 2011                         | Borussia Dortmund    | 0–0 (ti. 3–4)  | FC Schalke 04                            | Gelsenkirchen  |
| 2012                         | Borussia Dortmund    | 1–2            | FC Bayern München                        | München        |
| 2013                         | FC Bayern München    | 2–4            | Borussia Dortmund                        | Dortmund       |
| 2014                         | FC Bayern München    | 0–2            | Borussia Dortmund                        | Dortmund       |
| 2015                         | FC Bayern München    | 1–1 (ti. 4–5)  | VfL Wolfsburg                            | Wolfsburg      |
| 2016                         | FC Bayern München    | 2–0            | Borussia Dortmund                        | Dortmund       |
| 2017                         | FC Bayern München    | 2–2 (ti. 5–4)  | Borussia Dortmund                        | Dortmund       |
| 2018                         | FC Bayern München    | 5–0            | Eintracht Frankfurt                      | Frankfurt      |
| 2019                         | FC Bayern München    | 0–2            | Borussia Dortmund                        | Dortmund       |
| 2020                         | FC Bayern München    | 3–2            | Borussia Dortmund                        | München        |
| 2021                         | FC Bayern München    | 3–1            | Borussia Dortmund                        | Dortmund       |
| 2022                         | RB Leipzig           | 3–5            | FC Bayern München                        | Lipcse         |
| 2023                         | FC Bayern München    | 0–3            | RB Leipzig                               | München        |
| 2024                         | Bayer 04 Leverkusen  | 2–2 (ti. 4–3)  | VfB Stuttgart                            | Leverkusen     |
| Franz Beckenbauer szuperkupa |                      |                |                                          |                |
| 2025                         | VfB Stuttgart        | 1–2            | FC Bayern München                        | Stuttgart      |

### Nem hivatalos rendezvények
| Év   | Német bajnok             | Eredmény      | Német Kupagyőztes/ Német bajnoki második | Helyszín  |
| ---- | ------------------------ | ------------- | ---------------------------------------- | --------- |
| 1941 | FC Schalke 04            | 2–4           | Dresdner SC                              | Drezda    |
| 1977 | Borussia Mönchengladbach | 3–2           | Hamburger SV                             | Hamburg   |
| 1983 | Hamburger SV             | 1–1 (ti. 2–4) | FC Bayern München                        | München   |
| 2008 | FC Bayern München        | 1–2           | Borussia Dortmund                        | Dortmund  |
| 2009 | VfL Wolfsburg            | 1–2           | SV Werder Bremen                         | Wolfsburg |

## Statisztika
A statisztika a hivatalos rendezvények statisztikáit tartalmazza.

### Győztesek
| Csapat                   | Győzelmek | 2. helyek | Győztes évek                                                     | Vesztes évek                              |
| ------------------------ | --------- | --------- | ---------------------------------------------------------------- | ----------------------------------------- |
| FC Bayern München        | 11        | 7         | 1987, 1990, 2010, 2012, 2016, 2017, 2018, 2020, 2021, 2022, 2025 | 1989, 1994, 2013, 2014, 2015, 2019, 2023, |
| Borussia Dortmund        | 6         | 6         | 1989, 1995, 1996, 2013, 2014, 2019                               | 2011, 2012, 2016, 2017, 2020, 2021        |
| SV Werder Bremen         | 3         | 1         | 1988, 1993, 1994                                                 | 1991                                      |
| 1. FC Kaiserslautern     | 1         | 2         | 1991                                                             | 1990, 1996                                |
| VfB Stuttgart            | 1         | 2         | 1992                                                             | 2024, 2025                                |
| Schalke 04               | 1         | 1         | 2011                                                             | 2010                                      |
| RB Leipzig               | 1         | 1         | 2023                                                             | 2022                                      |
| Bayer 04 Leverkusen      | 1         | 1         | 2024                                                             | 1993                                      |
| VfL Wolfsburg            | 1         | 0         | 2015                                                             | -                                         |
| Eintracht Frankfurt      | 0         | 2         | -                                                                | 1988, 2018                                |
| Hamburger SV             | 0         | 1         | -                                                                | 1987                                      |
| Hannover 96              | 0         | 1         | -                                                                | 1992                                      |
| Borussia Mönchengladbach | 0         | 1         | -                                                                | 1995                                      |

### Játékos-statisztika
Félkövérrel a jelenleg is aktív Németországban szereplő labdarúgók nevei találhatóak.
| Hely | Játékos            | Csapat(ok)                                  | Mérkőzések |
| ---- | ------------------ | ------------------------------------------- | ---------- |
| 1    | Thomas Müller      | FC Bayern München                           | 12         |
| 2    | Robert Lewandowski | Borussia Dortmund (3) FC Bayern München (8) | 11         |
| 2    | Manuel Neuer       | Schalke 04 (1) Bayern München (10)          | 11         |
| 4    | Joshua Kimmich     | FC Bayern München                           | 9          |
| 5    | Mats Hummels       | Borussia Dortmund (4) Bayern München (3)    | 7          |
| 5    | Kingsley Coman     | FC Bayern München                           | 7          |
| 7    | Philipp Lahm       | FC Bayern München                           | 6          |
| 7    | David Alaba        | FC Bayern München                           | 6          |

| Hely | Játékos                   | Csapat(ok)                                  | Gólok |
| ---- | ------------------------- | ------------------------------------------- | ----- |
| 1    | Robert Lewandowski        | Borussia Dortmund Bayern München            | 7     |
| 2    | Thomas Müller             | FC Bayern München                           | 5     |
| 3    | Wynton Rufer              | SV Werder Bremen                            | 4     |
| 3    | Dani Olmo                 | RB Leipzig                                  | 4     |
| 5    | Jürgen Wegmann            | FC Bayern München (2) Borussia Dortmund (1) | 3     |
| 5    | Arjen Robben              | FC Bayern München                           | 3     |
| 5    | Marco Reus                | Borussia Dortmund                           | 3     |
| 8    | Pierre-Emerick Aubameyang | Borussia Dortmund                           | 2     |
| 8    | Günter Breitzke           | Borussia Dortmund                           | 2     |
| 8    | Jürgen Degen              | 1. FC Kaiserslautern                        | 2     |

### Legtöbb edzői részvétel
| Rang | Edző                | Csapat(ok)                                       | Mérkőzések |
| ---- | ------------------- | ------------------------------------------------ | ---------- |
| 1    | Otto Rehhagel       | SV Werder Bremen (5) 1. FC Kaiserslautern (1)    | 6          |
| 2    | Karl-Heinz Feldkamp | 1. FC Kaiserslautern (3) Eintracht Frankfurt (1) | 4          |
| 2    | Jupp Heynckes       | FC Bayern München                                | 4          |
| 2    | Jürgen Klopp        | Borussia Dortmund                                | 4          |
| 5    | Josep Guardiola     | FC Bayern München                                | 3          |
| 6    | Carlo Ancelotti     | FC Bayern München                                | 2          |
| 6    | Ottmar Hitzfeld     | Borussia Dortmund                                | 2          |
| 6    | Lucien Favre        | Borussia Dortmund                                | 2          |
| 6    | Niko Kovač          | FC Bayern München                                | 2          |